# اختلاس (شعر)
الاختلاس عند الشعراء يكون بأن يتغزل القائل بأسلوب المدح أو أن يمدح بالتغزل.